# Brândușă
Crocus este un gen de plante cu flori din familia Iridaceae, cuprinzând 90 de specii.

## Legături externe
Materiale media legate de Brândușă la Wikimedia Commons
- „Crocus” în Dicționar dendrofloricol la DEX online